# Medlar-with-Wesham
Medlar-with-Wesham est une paroisse civile du Lancashire, en Angleterre.